# Priapichthys
Priapichthys is een geslacht van straalvinnige vissen uit de familie van levendbarende tandkarpers (Poeciliidae).

## Soorten
- Priapichthys annectens (Regan, 1907)
- Priapichthys caliensis (Eigenmann & Henn, 1916)
- Priapichthys chocoensis (Henn, 1916)
- Priapichthys darienensis (Meek & Hildebrand, 1913)
- Priapichthys nigroventralis (Eigenmann & Henn, 1912)
- Priapichthys panamensis Meek & Hildebrand, 1916
- Priapichthys puetzi Meyer & Etzel, 1996